# Claude Delangle (politicus)
Claude Alphonse Delangle (Varzy, 6 april 1797 – Parijs, 25 december 1869) was een Frans jurist en politicus ten tijde van het Tweede Franse Keizerrijk.

## Biografie
Delangle werd jurist en bouwde een carrière uit in de magistratuur. Tussen 1836 en 1837 was hij stafhouder van de balie van Parijs. Tussen 1 augustus 1846 en 24 februari 1848 was hij volksvertegenwoordiger namens het departement Nièvre. Van 1847 en 1848 was hij procureur-generaal bij het hof van beroep van Parijs, om van 1852 tot 1858 eerste voorzitter te worden van dit hof.
Op 31 december 1852 werd Delangle door keizer Napoleon III benoemd tot senator. Hij zou in de Senaat blijven zetelen tot zijn overlijden in 1869.
Hij verliet de magistratuur op 14 juni 1858 en werd minister van Binnenlandse Zaken in de regering-Bonaparte III, in opvolging van Charles-Marie-Esprit Espinasse. Op 5 mei 1859 ruilde hij deze functie in voor die van minister van Justitie, een functie die hij zou uitoefenen tot 23 juni 1863. Nadien werd hij eerste vicevoorzitter van de Senaat.
Na zijn ministerschap keerde Delangle terug naar de magistratuur, waar hij van 1865 tot zijn overlijden in 1869 procureur-generaal was bij het Hof van Cassatie.
In 1859 werd hij verkozen als lid van de Académie des sciences morales et politiques.
Hij werd onderscheiden met het grootkruis in het Legioen van Eer.